# Station Bukowa Śląska
Station Bukowa Śląska is een spoorwegstation in de Poolse plaats Bukowa Śląska.